# Галер, Вилим
Вилим «Шишо» Галер (сербохорв. Вилим "Шишо" Гаљер / Vilim "Šišo" Galjer; 11 января 1911, Пруговац — 4 марта 1942, Штурлич) — югославский хорватский партизан времён Народно-освободительной войны Югославии, Народный герой Югославии.

## Биография
Родился 11 января 1911 в Пруговаце около Бьеловара. Работал на почте. В революционное рабочее движение вступил ещё во время обучения в гимназии в Беловаре, став членом Союза коммунистической молодёжи Югославии. После окончания обучения работал в почтовых отделениях городов Славонски-Брод, Осиек и Загреб, состоял в Содружестве почтовых работников Хорватии. Сотрудничал с Коммунистической партией Югославии, принят в её состав в 1940 году с одобрения Воина Ковачевича, члена Загребского райкома. На Загребской почте Вилимом была создана подпольная партийная ячейка, секретарём которой он и стал: ячейка занималась печатью агитационных материалов и партийной прессы, скрывала вернувшихся ветеранов Гражданской войны в Испании, вывозила своих членов из Загреба на железных дорогах в города Белград, Сплит и Риека.
Летом 1941 года после начала оккупации Югославии Галер выполнил очень серьёзное задание, установив постоянный канал связи ЦК Коммунистической партии Хорватии с ЦК Коммунистической партии Югославии в Белграде. В августе 1941 года Галер был отправлен в специальную оперативную группу для проведения диверсии в здании почты Загреба, распоряжение отдал секретарь ЦК Коммунистической партии Хорватии Раде Кончар. Галер взял в помощники Наду Галер, Славко Маркона и Йосипа Чулята (второй отряд возглавил Воин Ковачевич вместе с Блажом Месаричем, Антуном Бибером и Анте Милковичем) и вскоре сам доставил взрывчатку тайно в здание почты на Юришичевой улице. 14 сентября 1941 состоялась операция: сдетонировали одновременно пять самодельных взрывных устройств, которые находились в трёх отделениях АТС. Их привёл в устройство подпольщик Никола Рупчич, набрав несколько телефонных номеров.
В результате взрыва были выведены из строя линия связи усташского руководства с немецким командованием и линии связи немецкого командования со своими штабами в СССР, Румынии, Болгарии, Греции и оккупированной Сербии. Полностью была уничтожена система междугородных телефонных соединений, сама автоматическая телефонная станция была серьёзно повреждена. Станцию удалось восстановить через 7 месяцев, а усташские власти так и не поймали диверсантов: несмотря на вознаграждение в 100 тысяч кун, объявленное за поимку каждого из группы Галера, никто так и не сумел поймать диверсантов. Морально-политический эффект был не меньшим: партизанское подполье сумело нанести серьёзный удар прямо в сердце Независимого государства Хорватии, что заставило доверие граждан к усташским властям пошатнуться очень серьёзно.
После взрыва Галер со своей группой отправился на Кордун, где возглавил 2-ю роту 3-го батальона 2-го Кордунского партизанского отряда, действовавшего в секторе Слуня. 4 марта 1942 Вилим Галер погиб в бою с усташами под Штурличем (около Слуня).
27 ноября 1953 указом Иосипа Броза Тито посмертно награждён орденом и званием Народного героя Югославии.